# Jing

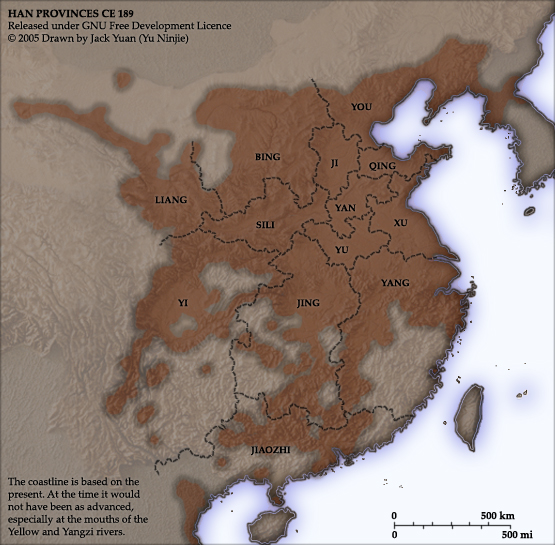
Provincie Jing in het midden van China

Jing was een Chinese provincie tijdens de Han-dynastie en omvatte een centraal gebied in China, aan de Jangtsekiang.
Tijdens de Periode van Drie Koninkrijken werd er veel gevochten om het gebied, dat op het 'drielandenpunt' lag van Wei, Wu en Shu.